# Ólafsfjörðurs flygplats
Ólafsfjörðurs flygplats är en flygplats i republiken Island. Den ligger i regionen Norðurland eystra, i den norra delen av landet. Flygplatsen ligger 10 meter över havet. Landningsbanans längd är 783 meter.